# Krijgsgevangene

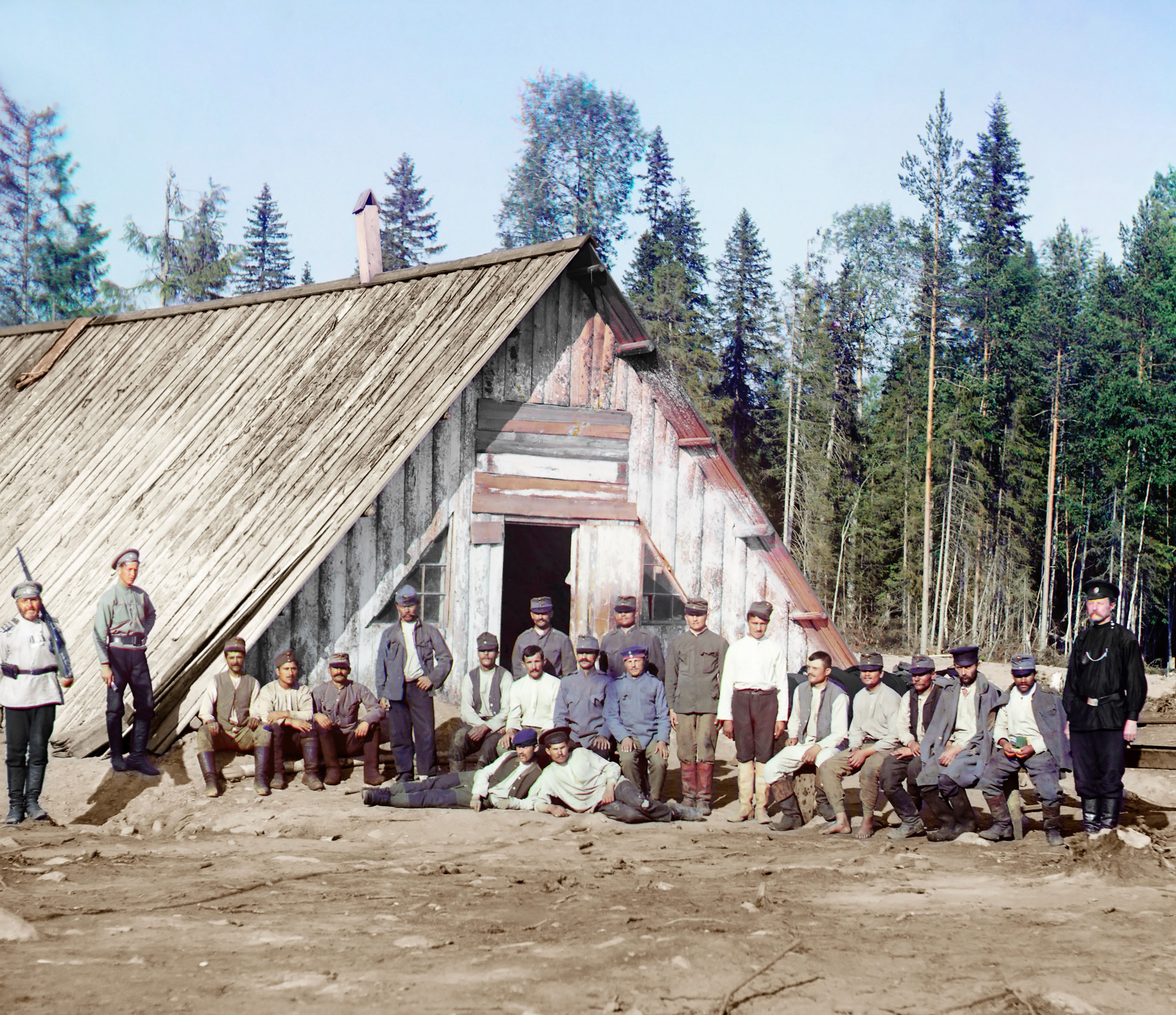
Oostenrijk-Hongaarse krijgsgevangenen in Rusland in 1915

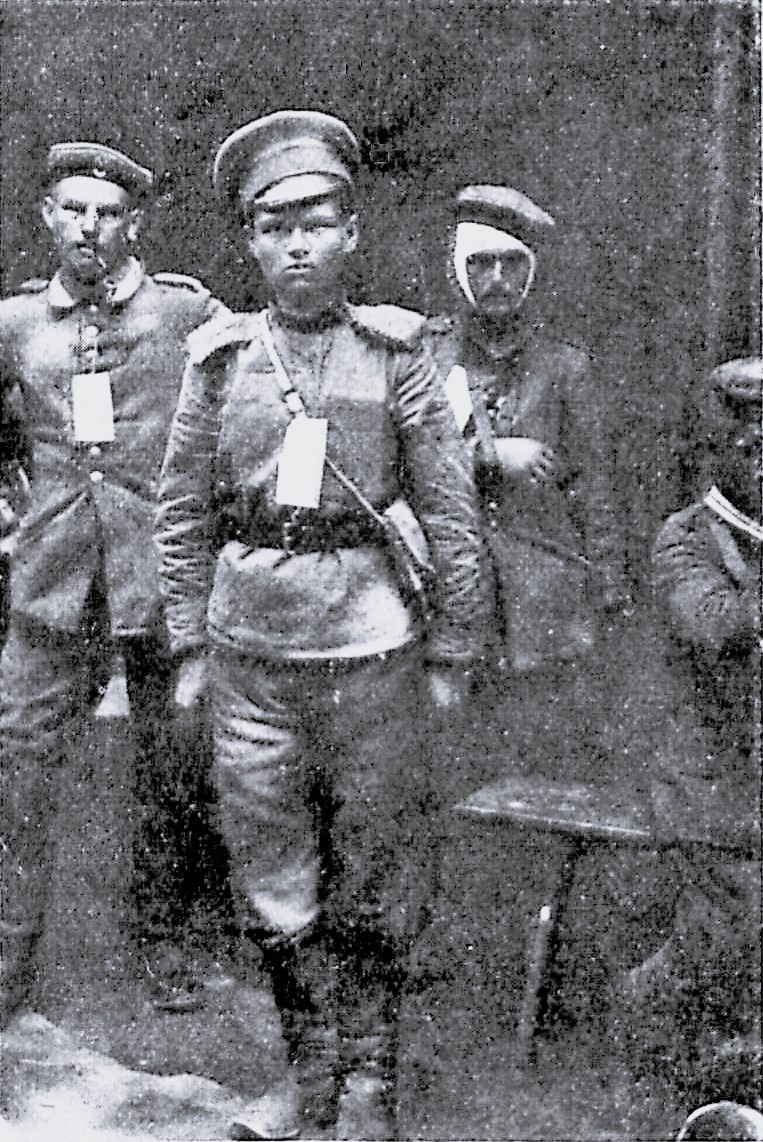
Door Duitse troepen gevangengenomen Russen, die aan het front hadden gevochten (1915)

Een krijgsgevangene is een combattant (militair, bestemd om aan de strijd deel te nemen) die door een vijandige mogendheid gevangen is genomen, tijdens of meteen na een gewapend conflict of oorlog.

## Voorgeschiedenis
Het eerste document waarbij de rechtspositie van krijgsgevangenen besproken werd is de Lieber Code uit 1863, de militaire handleiding voor het leger van de Unie. Hoewel deze instructie voornamelijk bestond uit destijds geldend gewoonterecht, was zij alleen bindend voor de soldaten van de Unie. De tweede stap naar een duidelijke rechtspositie voor krijgsgevangenen werd in 1874 gemaakt toen Alexander II van Rusland een internationale conferentie hield om het internationaal humanitair gewoonterecht te codificeren. De partijen konden het niet eens worden over de verbindendheid van de voorschriften, waardoor er alleen een niet-bindend document tot stand kwam de Verklaring van Brussel van 1874. De verklaring vormde de inspiratie voor het Instituut voor internationaal recht om een militaire handleiding op te stellen, deze Oxford-handleiding van 1880 vulde onder andere het recht met betrekking tot krijgsgevangenen aan, maar was ook niet bindend. Beide instrumenten hebben hun sporen achterlaten in het Tweede Haagse Verdrag van 1899 'betreffende de wetten en gebruiken van den oorlog te land'. Het bijgevoegde reglement bevatte de eerste internationaal bindende regels met betrekking tot de behandeling van krijgsgevangenen.

## Rechtspositie
Krijgsgevangenen hebben bepaalde rechten die vastgelegd zijn in internationale verdragen. Het eerste verdrag dat de bescherming van krijgsgevangenen regelde was het Tweede Haagse Verdrag van 1899 met het bijbehorende Landoorlogreglement uit (ook wel Haagse Reglement 1899) dat vervolgens in 1907 werd gewijzigd door het Vierde Haagse Verdrag van 1907 en bijbehorende reglement. Het landoorlogreglement maakt tegenwoordig grotendeels deel uit van het internationaal gewoonterecht waardoor ook partijen die geen partij bij het originele verdrag waren gebonden zijn aan de regels die daarin staan. In 1929 kwam een nieuw verdrag tot stand dat het Landoorlogreglement aanvulde en dat specifiek zag op de rechtspositie van krijgsgevangenen, namelijk de Geneefse Conventie van 1929. Dit verdrag werd in 1949 aangevuld in de Derde Geneefse Conventie van 1949 (ook wel Krijgsgevangenenverdrag). De laatste ontwikkelingen met betrekking tot de rechtspositie van krijgsgevangenen zijn te vinden in het Eerste en Tweede Aanvullende Protocol van 1977 van de Geneefse Verdragen. Bescherming door de verdragen geldt van het moment dat de persoon in kwestie gevangengenomen wordt totdat hij vrijgelaten of gerepatrieerd wordt.

### Definitie
In artikel 4 van de derde Geneefse Conventie is een opsomming te vinden van personen die in aanmerking komen voor de status van krijgsgevangene. Het gaat om:
1. Leden van de gewapende macht van een Partij bij het conflict, alsmede leden van de milities en vrijwilligers-korpsen welke deel uitmaken van deze gewapende macht;
2. Leden van andere milities en leden van andere vrijwilligerskorpsen, met inbegrip van die van georganiseerde verzetsgroepen, mits zij:
  1. onder bevel staan van een persoon die verantwoordelijk is voor zijn ondergeschikten;
  2. een vast en op enige afstand herkenbaar onderscheidingsteken hebben;
  3. de wapens openlijk dragen;
  4. zich in hun handelingen gedragen naar de wetten en gebruiken van de oorlog;
3. Leden van de geregelde strijdkrachten die er zich op beroepen in dienst te staan van een regering of van een autoriteit die niet wordt erkend door de gevangenhoudende Mogendheid;
4. Personen die de gewapende macht volgen zonder daarvan rechtstreeks deel uit te maken, zoals burgerleden van bemanningen van militaire luchtvaartuigen, oorlogscorrespondenten, et cetera, mits zij in het bezit zijn van een door de strijdmacht aan hen verstrekt identiteitsbewijs.
5. Leden van de bemanningen van de koopvaardijvloot en de bemanningen van de burgerluchtvaartuigen die niet een gunstiger behandeling op grond van andere bepalingen van het internationale recht genieten;
6. De bevolking van een niet-bezet gebied die, bij het naderen van de vijand, uit eigen beweging de wapens opneemt om de invallende troepen te bestrijden, zonder tijd gehad te hebben zich tot geregelde gewapende eenheden te organiseren, mits zij de wapens openlijk draagt en de wetten en gebruiken van de oorlog eerbiedigt.

Het eerste Aanvullend Protocol bij de Verdragen van Genève vult de definitie van een krijgsgevangene verder aan ten opzichte van de derde Geneefse Conventie. Het protocol is echter, in tegenstelling tot de vier Geneefse Conventies, niet door alle Staten in de wereld ondertekend en geldt daarom slechts tussen de partijen van het protocol. Artikel 44 van het eerste Protocol regelt wie als krijgsgevangene moet worden beschouwd, namelijk:
1. Iedere combattant die in handen van een tegenpartij valt wordt als krijgsgevangene beschouwd. Als combattant worden aangemerkt:
  1. De strijdkrachten van een partij bij een conflict bestaan uit alle georganiseerde strijdkrachten, groepen en eenheden die onder een bevel staan dat tegenover die partij verantwoordelijk is voor het gedrag van haar ondergeschikten, en die zijn onderworpen aan een intern krijgstuchtelijk systeem;
  2. Leden van een paramilitaire organisatie, of een gewapende dienst belast met politietaken, indien deze deel van de strijdkrachten uitmaakt.
2. Een combattant die een aanval of een militaire operatie ter voorbereiding van een aanval uitvoert en zich niet van de burgerbevolking onderscheidt verliest zijn status als combattant, tenzij hij zijn wapens openlijk draagt gedurende ieder militair treffen, en gedurende de tijd dat hij zichtbaar is voor de tegenpartij voorafgaand aan een aanval.

Op grond van artikel 28 eerste Geneefse Conventie van 1949 mogen geneeskundig personeel en geestelijken die verbonden zijn aan een krijgsmacht niet als krijgsgevangene worden beschouwd. Zij mogen "slechts worden aangehouden voor zover de gezondheidstoestand, de geestelijke behoeften en het aantal der krijgsgevangenen zulks vereisen." Indien zij aangehouden worden moeten zij wel conform de derde Geneefse Conventie behandeld worden. Daarnaast horen zij alle faciliteiten die nodig zijn voor het verlenen van hun geneeskundige hulp en geestelijke bijstand aan de krijgsgevangenen te krijgen.

### Rechten en plichten
Een van de belangrijkste bepalingen in de conventie is het gebod aan de partijen om krijgsgevangenen menselijk te behandelen. Hieronder valt onder andere het verbod op marteling. Ook mag de gevangennemende partij geen represailles uitvoeren tegen de gevangenen.
Krijgsgevangenen moeten zo snel mogelijk achter het front worden gebracht. Zij mogen niet aan de blikken en het commentaar van de burgerbevolking of de media worden blootgesteld. Het tijdens de Golfoorlogen op de televisie tonen en ondervragen van krijgsgevangen Britse en Amerikaanse piloten door Irak was een oorlogsmisdrijf.
Van een krijgsgevangene mag geëist worden dat deze zijn voor- en achternaam, militaire rang, geboortedatum en dienstnummer (indien van toepassing) of gelijke informatie prijsgeeft. Verder mogen krijgsgevangenen die geen officier zijn te werk worden gesteld; onderofficieren mogen alleen toezichthoudend werk doen. Dit werk mag geen rechtstreeks verband houden met de oorlogsoperaties, zodat de krijgsgevangene niet tegen zijn eigen land hoeft te vechten. Toch kan een krijgsgevangene indirect aan de oorlog meewerken, bijvoorbeeld doordat hij te werk wordt gesteld op een boerderij waarvan de boer als soldaat aan het front is.

## Behandeling van krijgsgevangenen
De status van krijgsgevangenen is in de loop der tijd veranderd. In de oudheid werden krijgsgevangenen veelal als vijand beschouwd en daarom slecht behandeld, verkocht als slaaf of direct gedood. Officiële veranderingen zijn steeds vastgelegd in de conventies. Naast de officiële status zijn er grote verschillen geweest in de wijze waarop krijgsgevangenen behandeld werden. Ook verandert de opvatting over wat een menselijke behandeling is.

### Amerikaanse Burgeroorlog
In de Amerikaanse Burgeroorlog was er in het begin een overeenkomst tot uitwisseling, maar die verviel toen bleek dat de Zuidelijke Staten zwarte krijgsgevangenen niet uitruilden.
Al met al zijn van de krijgsgevangenen ongeveer tien procent overleden. Beruchte uitzondering was de gevangenis van Andersonville waar zo'n dertig procent van de gevangenen overleed, en veel overlevenden bij bevrijding levende skeletten waren. De kampcommandant werd na de oorlog berecht en opgehangen. Het gebeurde droeg bij aan de grimmige stemming in de Noordelijke Staten ten opzichte van de verslagen Zuidelijke Staten.

### De Eerste Wereldoorlog

Duitse krijgsgevangenkampen tijdens de Eerste Wereldoorlog

Over de behandeling van krijgsgevangenen tijdens de Eerste Wereldoorlog is niet erg veel bekend. Over het algemeen werden krijgsgevangenen redelijk goed behandeld. De loopgravenoorlog tijdens de Eerste Wereldoorlog was dermate destructief dat de kans om gedood te worden voor hen vele malen groter was dan de kans om krijgsgevangenen te worden.
Tijdens de Eerste Wereldoorlog was er nog weinig geregeld omtrent het uitwisselen en vrijlaten van gevangenen. Een gevolg hiervan was dat krijgsgevangenen in de nadagen van de oorlog vaak achtergelaten werden in de kampen, terwijl de Duitse bewakers vluchtten. De gevangenen moesten dan op eigen kracht te voet naar neutraal of vriendelijk gebied zien te komen.

### De Tweede Wereldoorlog

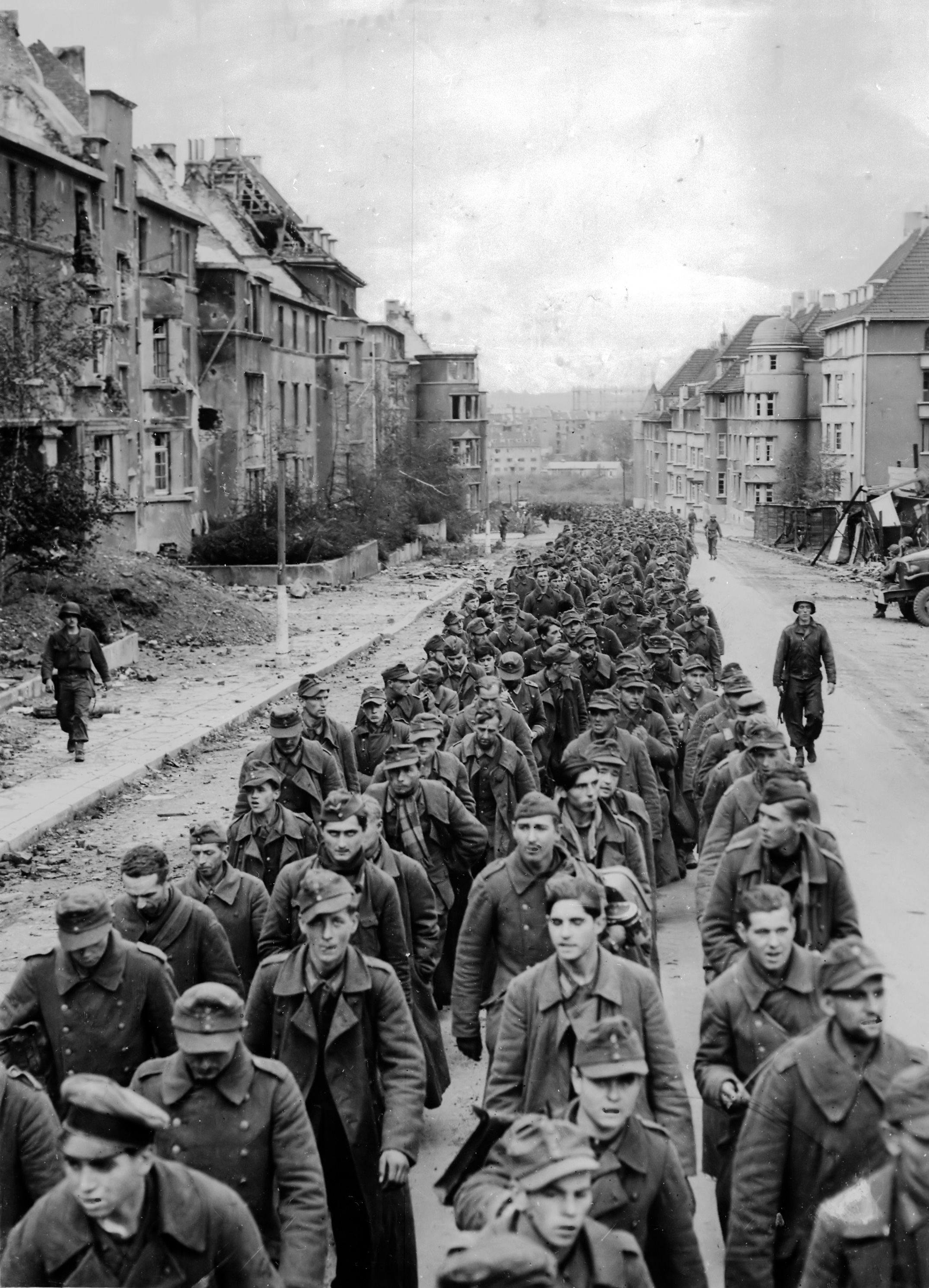
Duitse krijgsgevangenen bij de geallieerde verovering van Aachen

Tijdens de Tweede Wereldoorlog was een groot verschil aanwezig in de behandeling van verschillende groepen krijgsgevangenen door de oorlogvoerende mogendheden.
De Sovjet-Unie erkende de Haagse en Geneefse conventies niet, en executeerde al direct aan het begin van de Tweede Wereldoorlog 20.000 Poolse militairen en burgers in het Bloedbad van Katyn. Duitse krijgsgevangenen werden ook slecht behandeld in Sovjetgevangenschap; van de 3,1 miljoen gevangengenomen Duitsers kwamen 1,1 miljoen om het leven. 
Vanwege de Sovjetontkenning van de internationale verdragen werden haar burgers door Duitsland ook niet als krijgsgevangenen behandeld en op grote schaal gebruikt voor dwangarbeid. Van de 5 miljoen krijgsgevangenen uit de Sovjet-Unie kwamen 3,3 miljoen in Duitse gevangenschap om. 
Westelijke geallieerde krijgsgevangenen daarentegen werden doorgaans redelijk tot goed behandeld. Amerikaanse en Engelse krijgsgevangenen vielen bijvoorbeeld niet onder het Aktion Kugel-bevel. Volgens dit bevel moesten ontsnapte officieren overgedragen worden aan de Sicherheitsdienst (SD) die ze vervolgens in concentratiekamp Mauthausen vermoordden. Van tien Nederlandse officieren is bekend dat ze in het kader van Aktion Kugel vermoord zijn.
Van andere ontsnapte en weer aangehouden Amerikanen is bekend dat zij wel werden geëxecuteerd. Het bevel was afkomstig van Adolf Hitler.
Er zijn voorbeelden bekend van geallieerde troepen die Duitse gevangenen aan het einde van de oorlog slecht behandelden. Vaak kwam dit door frustratie van de bewaarders die het gevoel hadden het rotwerk op te moeten knappen, terwijl de rest Europa mocht bevrijden. 
Een brute behandeling van krijgsgevangenen in de Tweede Wereldoorlog kwam eveneens voor in de Japanse kampen. Gemiddeld stierven 20% tot 35% van de geallieerde gevangenen in Japanse kampen (tegen 2% tot 3% van de westelijke geallieerde gevangenen in Duitse kampen). Deze hoge sterfte werd veroorzaakt door dwangarbeid en mishandeling in combinatie met het onthouden van voedsel, medicijnen (in het bijzonder medicijnen tegen malaria) en medische behandeling.
De behandeling van krijgsgevangenen was meestal beter dan de behandeling van 'ongewensten' die naar concentratiekampen werden gestuurd. Krijgsgevangenenkampen mogen niet verward worden met werkkampen of vernietigingskampen.

### De Vietnamoorlog
Tijdens de Vietnamoorlog werden Amerikaanse gevangenen door Noord-Vietnamese troepen regelmatig gemarteld en werd hen doorgaans de status van krijgsgevangene onthouden. Hoewel er ook aan Amerikaanse zijde wantoestanden waren bleven deze een uitzondering en werden krijgsgevangenen door de Amerikanen bijna altijd goed behandeld.

### Recent

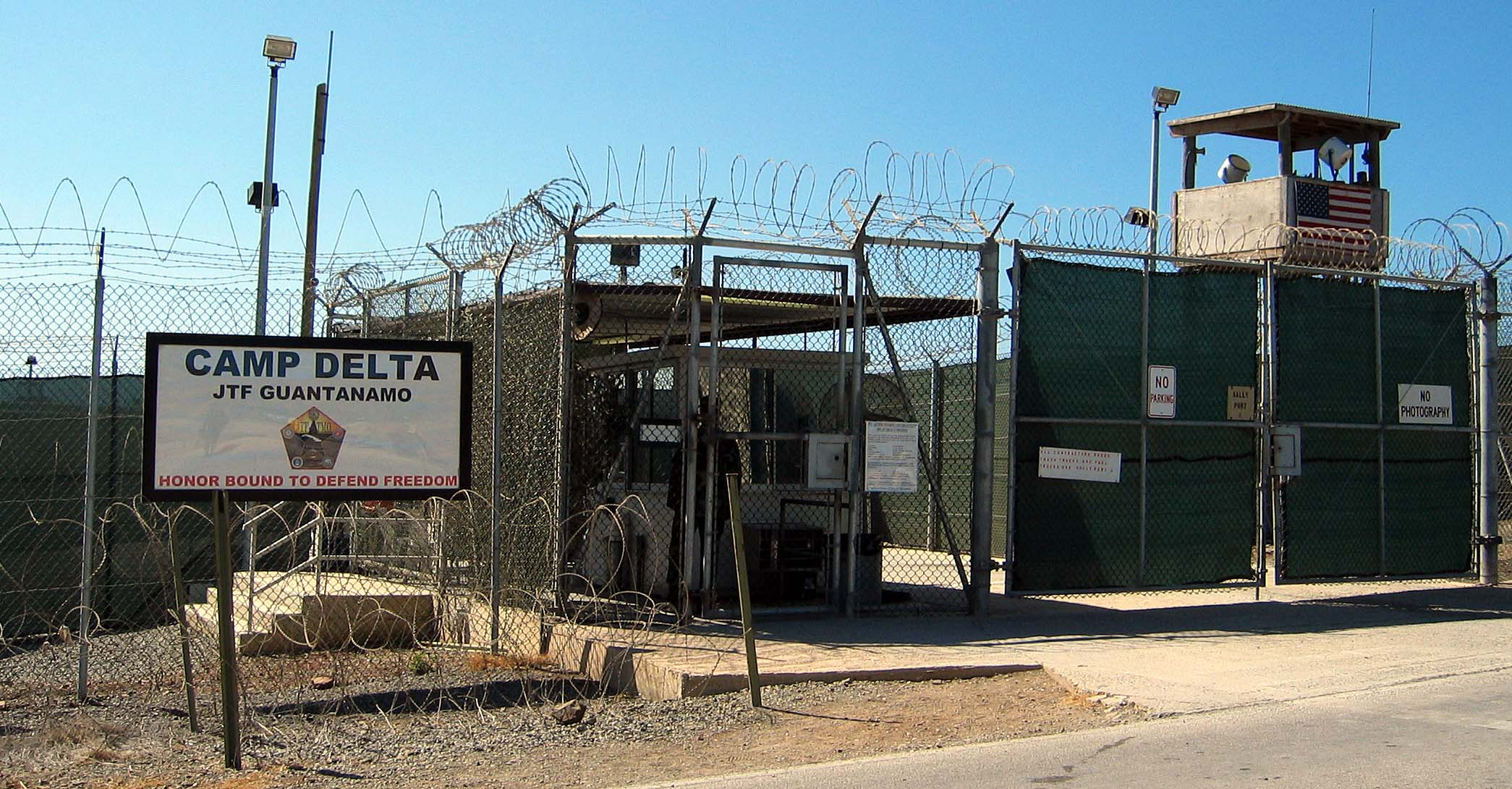
Het Amerikaanse detentiekamp op Guantánamo Bay

In de Golfoorlog (1990-1991) liepen veel Iraakse soldaten over naar de Amerikanen. Ze verkozen het krijgsgevangenschap boven de oorlog. Het waren er zo veel, dat de Amerikanen er hun handen aan vol hadden en zwaar gehinderd werden in het oorlog voeren.
Verzetsstrijders kregen doorgaans ook de status van krijgsgevangene. Hierbij was het wel belangrijk dat de gevangene zichtbaar deel uitmaakte van een bewapende groep (en zich dus niet vermomd had als burger). De definities werden door de VS vaak soepel geïnterpreteerd om gevangenen die gevangen waren in het kader van de War on Drugs ook de status van krijgsgevangene te geven.
Sinds de oorlog in Afghanistan (om het Taliban regime ten val te brengen) en de Irakoorlog worden deze regels echter, met name door de VS, zeer strikt uitgelegd. De reden hiervoor is dat de strijders zonder de status van krijgsgevangene (de VS definiëren deze gevangenen nu als vijandige strijders) minder rechten hebben en het voor de VS dus makkelijker is deze mensen vast te houden zonder aanklacht. Dit gebeurt onder andere in Guantánamo Bay. Officieel maken de VS tegenwoordig een onderscheid tussen vijandige krijgsgevangenen en krijgsgevangenen van de VS en bondgenoten. De eerste categorie wordt de status van krijgsgevangene onthouden.
Internationaal is deze behandeling van gevangenen omstreden. Veel landen vinden dat deze strijders gezien moeten worden als geregelde troepen van een regering die niet erkend wordt door de gevangennemende mogendheid. Dat betekent dat ze als krijgsgevangenen moeten worden behandeld. Mensenrechtenorganisaties, zoals Amnesty International, protesteren om verschillende redenen tegen deze aanpak. Van belang is vooral dat de VS de gevangenen geen vrijlating in het vooruitzicht stellen en hun ook niet aanklagen (dus als gewone gevangene behandelen binnen het Amerikaanse recht). De regering van de VS is echter van mening dat deze strijders terroristen zijn en daarom niet onder de bescherming van de Conventies van Genève of de Amerikaanse wet vallen.

## Ontsnappingen
Krijgsgevangenen proberen soms te ontsnappen aan hun bewaarders. Ontsnappen uit een krijgsgevangenenkamp is zeer riskant. Wanneer een gevangene zijn uniform niet meer draagt wanneer hij weer opgepakt wordt, kan hij behandeld worden als spion en dus zijn bescherming als krijgsgevangene kwijtraken en in sommige omstandigheden ook gefusilleerd worden. Wanneer ontsnapten burgerkledij droegen, hielden ze dan ook bijvoorkeur hun uniform daaronder aan.

## Moderne media
Verhalen over krijgsgevangenen spreken vaak zeer tot de verbeelding. Deze voorbeelden komen vaak meermalen terug in boeken en films. Een bekend voorbeeld hiervan is de film The Great Escape uit 1963 met onder anderen Steve McQueen. Deze film vertelt het verhaal van een van de grootste ontsnappingen door geallieerden uit een nazi-krijgsgevangenenkamp in de Tweede Wereldoorlog.
De film The Bridge on the River Kwai (1954, naar een boek van Pierre Boulle) is een zeer bekend voorbeeld van een film over de ontberingen van geallieerde militairen in Japanse gevangenschap. Het verhaal gaat over de bouw van de dodenspoorlijn en de brug over de Kwai in Thailand. 16.000 krijgsgevangenen en nog eens 100.000 andere gevangenen werden doodgewerkt bij de aanleg van deze spoorlijn.
Een humoristische kijk komt van televisieseries zoals Hogan's Heroes uit 1965. In deze serie plegen geallieerde gevangenen van Stalag 13 allerhande verzetsdaden vanuit hun kamp dat zij regelmatig verlaten door een netwerk van geheime tunnels. Saillant detail van deze serie is dat een groot deel van de nazi's gespeeld werd door Joodse acteurs.